# Leptotarsus africanus
Leptotarsus africanus är en tvåvingeart som först beskrevs av Alexander 1921.  Leptotarsus africanus ingår i släktet Leptotarsus och familjen storharkrankar. Inga underarter finns listade i Catalogue of Life.